# Management agile
 (février 2008).
Le management agile est l'application des principes du développement agile de logiciels et du Lean Management à divers processus de gestion, notamment le développement de produits et la gestion de projets. Il peut être vu comme une organisation de type holistique et humaniste basée essentiellement sur la motivation rationnelle des ressources humaines. Son émergence, au début des années 1990, a été portée par la vague des nouvelles technologies (NTIC).
Ses valeurs et principes combinent des aspects sociologiques et technologiques à une approche industrielle. Le management Agile s’oppose aux fondements du taylorisme : parcellisation du travail, déresponsabilisation globale ainsi que d'autres principes de productivité individuelle dont la mise en œuvre devient difficilement défendable dans les pays industrialisés, compte tenu du coût des ressources humaines.
Le management agile s'applique au niveau de l’organisation et les méthodes agiles, si elles s'en réfèrent, ne représentent qu'un secteur de l'application des diverses formes d'agilité managériale se référant au lean. Les formes actuelles du lean sont : lean office, lean services, lean industriel, lean product development et plus récemment, issu des méthodes agiles appliquées au développement des systèmes d'information, le Lean IT (pour Information Technologie).
Le management agile est indissociable de l'auto-organisation qui induit adaptabilité, résilience et autonomie des équipes. D'où l'importance de critères et de schémas d'organisation du travail qui favorisent l'émergence et le développement de l'auto-organisation et de l'intelligence collective.

## Sociologie des valeurs agiles

### Fondements théoriques
L’agilité ne serait pas seulement une simple réaction au changement ou un mouvement limité aux développement des systèmes d'informations, mais représenterait la composante majeure d’un large mouvement d’auto-management, où la résolution de la complexité de détail est confiée à la compétence et à la motivation rationnelle du personnel d’exécution. Cette exigence implique la constitution d’un Patrimoine immatériel formalisé de savoir-faire, ainsi que l’acceptation consensuelle des ressources humaines impliquées dans cette évolution.

### Dissociation agilité et flexibilité
Agilité et flexibilité sont des concepts pouvant paraître proches en théorie (lean). Pourtant ces deux approches présentent des différences notables dans la réalité de leur mise en œuvre et, cela aussi bien sur le plan philosophique, que sur celui des relations humaines sous-jacentes, ou que des pratiques réelles d’implémentation. Si la flexibilité est souvent assimilée à la Réactivité industrielle, il n’en est pas de même pour l’Agilité qui a naturellement émergé d’une recherche d’Amélioration continue du développement applicatif directement issue de l’Intelligence collective des équipes qui le pratiquaient.

## Les trois vecteurs de l’entreprise agile
Une entreprise est fonctionnellement agile lorsque ses composants opérationnels collaborent en synergie formelle à anticiper ou à capter le changement, aux fins de le compenser dynamiquement, puis de l'intégrer. En pratique, l’agilité se matérialise par une orientation « services » et s’instrumente par la conjonction de trois vecteurs :
- la motivation rationnelle des ressources humaines [4] ;
- l’usage intensif des nouvelles technologies[5] ;
- des processus reconfigurés en continu[6].

La vision agile implique aussi une forme proactive de veille technologique basée sur la théorie de l'anticipation rationnelle. L'instrumentation opérationnelle de cette technique et son acquisition par l'ensemble des ressources humaines de l'organisation sont déterminantes dans l'évolution des trois vecteurs qui permettent d'assurer l'Agilité d’organisation.

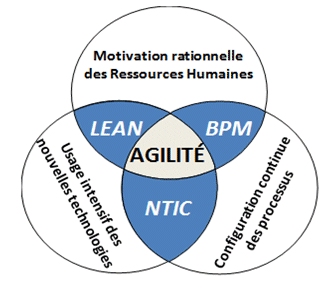
Schéma d'une entreprise agile.

### Premier vecteur: l’intelligence collective
Les systèmes d’organisation d'aujourd'hui, à l'instar du vivant, sont complexes et parfois volontairement et insidieusement compliqués. À défaut de les simplifier immédiatement, ce qui n'est pourtant pas une utopie, il faut, pour les maîtriser, utiliser le pouvoir de l'intelligence collective. Le principe tire sa force de la connaissance pratique des employés du bas de la « pyramide » dont la participation volontariste à une recherche systématique d'améliorations est suscitée. L’organisation dispose alors d’un fantastique outil de résolution de la « complexité de détail ». Ceci engendre des évolutions dans la façon de concevoir le management, avec une évolution de la fonction de manager en servant leader.

### Deuxième vecteur: l'usage optimal des nouvelles technologies
Les nouvelles technologies permettent économiquement la personnalisation de masse des produits et services ainsi que la réduction des délais de mise en marché (time-to-market). Couplée à une vision Agile de leur usage, les NTIC proposent des instruments de réponse à des besoins toujours plus complexes, mixant produits novateurs et services à forte valeur ajoutée. En revanche, l'innovation en matière de SI et de NTIC, lorsqu’elle atteint un certain degré, affecte fondamentalement le cœur du métier et déclenche naturellement la mise en œuvre d’une reconfiguration des processus. L’organisation fait alors face simultanément à la nécessité de plusieurs projets de changement. Un système d'information agile permet de fournir une réponse à l'évolution de l'organisation qu'il instrumente à certaines conditions :
- D'une part, une granularité trop grosse doit être compensée par une charge additionnelle appliquée aux ressources humaines.
- D'autre part, des adaptations trop fréquentes du système d'information représentent, non seulement un coût prohibitif en fonction du retour sur investissement possible, mais souvent un facteur de déstabilisation.

### Troisième vecteur: la maîtrise formalisée de processus améliorés en continu
Les projets d’optimisation continue des processus représentent de puissants moyens d’obtention d’avantages concurrentiels au meilleur coût. Bien déployée, cette technique permet d'optimiser tous les secteurs de l'entreprise. Dans cette quête de productivité, lorsque les règles d’optimisation continue basées sur l’usage de l’intelligence collective sont réellement et complètement implémentées elles deviennent un puissant outil d'optimisation de la qualité. La détection et la résolution des problèmes peuvent alors s’appliquer à une multitude de dysfonctionnements mineurs qui pourraient échapper aux échelons supérieurs compte tenu de leur faible visibilité.

## Rationalisme cartésien vs empirisme pragmatique
| Élément de comparaison   | Rationalisme Cartésien                                                     | Empirisme pragmatique                                                                 |
| ------------------------ | -------------------------------------------------------------------------- | ------------------------------------------------------------------------------------- |
| Paradigme                | Prédictivité                                                               | Adaptabilité                                                                          |
| Méthodes                 | Classiques ou « complètes »                                                | Nouvelles ou « agiles »                                                               |
| Cycle projet             | En cascade (sans rétroaction)                                              | Incrémentiel et itératif (adaptatif)                                                  |
| Forme de levée du risque | Descriptive et documentaire                                                | Recherche - action - expérimentation                                                  |
| Raisonnement             | Discursif (prémisses-conclusions)                                          | Systémique et heuristique                                                             |
| Vision sous-jacente      | Isoler pour structurer une partie d’univers figé                           | Exécuter pour comprendre la dynamique des interactions                                |
| Pensée                   | Réductionnisme et hypothèses mécanistes                                    | Vision holistique des phénomènes (RH, communication, environnement...)                |
| Philosophie d'analyse    | Considère la nature des interactions                                       | Considère les effets des interactions                                                 |
| Structuration méthode    | Sur la base figée de niveaux isolants d’abstractions et de préoccupations. | Sur la base d’un phasage simple et souple prenant en compte les contraintes du projet |
| Axe de recherche         | L’analyse de la structure                                                  | L'aboutissement des actions                                                           |
| Limites et possibilités  | Réduction de systèmes simples ou complexes par l’analyse                   | Appréhension de systèmes complexes par leurs finalités                                |
| Conduit à des systèmes   | à forte entropie                                                           | à forte rétroactivité, « cybernétique »                                               |
| Aboutissement            | Recherche d’exhaustivité de la solution                                    | Accepte un « rendement satisfaisant »                                                 |
| Philosophie d'action     | Conduit à une action totalement détaillée et programmée                    | Conduit à une action flexible et pilotée par objectifs                                |
| Validation par           | test de chaque élément sur jeux d’essais ou copie de la réalité            | confrontation permanente du modèle avec la réalité                                    |

## Quelques faits et citations notables de l’agilité
Les paragraphes suivants ont pour objectif de mettre en évidence l’intérêt de nombreux acteurs de notre société pour le mouvement agile. L'ordre est totalement aléatoire.

### Déclarations et citations
Pour IBM, l’agilité est considérée comme une capacité « technique » de procéder aux changements harmonieux et continus indispensables à la survie de l'entreprise et à son succès. La mise en place d'une infrastructure agile repose alors sur trois éléments : l’agilité de l’architecture, les effets des technologies et l'organisation des tâches critiques. IBM, après avoir pris le contrôle de Rational (leader des outils méthodologiques), produit un rapport intitulé The Agile CFO et propose maintenant Succeed with Agility at Scale: Increase your flexibility and responsiveness with Agile Development. Rien de surprenant : Scott W. Ambler, le fondateur de l’Agile Alliance, est aussi le Leader en matière de pratiques Agile de IBM Corp. ».
Pour Microsoft, l'agilité se présente sous la forme du principe que toute chose se trouve à une seconde d’une autre : « Aujourd'hui la technologie permet de rendre les entreprises plus agiles.» Microsoft, toujours conquérant dans l'apport de solutions en phase avec les attentes du marché, s’oriente vers « l’Internet Agile », édite son propre magazine Entreprises agiles puis annonce July 2007 - Microsoft releases tools to bring Agile development to the masses.
Pour Michel Guérin, professeur associé à l'université Paris-Nord, « l'entreprise agile est un modèle de développement où la politique, la stratégie et les opérations sont pilotées en continu ».
Bernard Galambaud Professeur à ESCP Europe « Devenir flexible, être flexible, telle est l'exigence du temps. La flexibilité est une exigence, et à ce titre, elle n'a pas à être discutée, elle s'impose, elle va de soi. »
Pour Frédéric Fréry, lui aussi Professeur à ESCP Europe, « l’agilité serait la capacité à maintenir la compétitivité des entreprises alors que la turbulence de leur environnement dépasse leur vitesse d’adaptation traditionnelle. ».
Patrick Besson, également professeur à ESCP Europe, déclare : « en situation incertaine, volatile ou ambiguë, diriger suppose une agilité et des attitudes à bien des égards en rupture avec celles de la posture classique du dirigeant actuel. » Ou, pour résumer cette pensée en quatre points, le management agile nécessite le sens : de l’auto-évaluation permanente à l'une de mesures externes ; du dialogue dans la recherche d'une vérité partagée ; de la coopération et du maillage en réseaux de l'action collective ; de l'expérimentation privilégiant l'apprentissage progressif.
Allan Afuah, dans Innovation Management: Strategies, Implementation, and Profits « pour gérer et développer au mieux son capital humain, l'entreprise agile doit maîtriser quatre processus prioritaires : l'identification des écarts entre les compétences stratégiques et l'état actuel de ses ressources ; le développement de son portefeuille de compétences actuelles, en combinant les différents leviers existants (formation, gestion des connaissances, coaching, etc.) ; l'optimisation de l'utilisation des ressources et leur mobilisation au sein d'unités d'appartenance forte ; l'utilisation des outils de rétribution et de préservation des ressources critiques.
Selon les analystes du Gartner Group, les huit ingrédients de base qui justifient l'évolution des technologies de l'information et de la conduite des affaires durant la décennie à venir, se matérialisent en un impératif : l'agilité : « saura-t-on transformer à temps l'héritage de décennies d'informatique pour évoluer avec agilité, c'est-à-dire avec réactivité et capacité d’évoluer, en accord avec ces tendances de fond ? »
Dans une vision plus généraliste de l’importance de l’agilité en matière de SI, Geneviève Feraud, professeur au Theseus International Management Institute, fait état d’un profond changement des schémas d'entreprise portant sur la prépondérance de l'innovation appliquée au concept de service global. L'Agilité découlerait ainsi de l'architecture changeante des équipes formées pour chaque projet. Elle permettrait de s'adapter plus rapidement à l'évolution des conditions du marché. »
Éric Monnoyer, dans une intervention sur l'ingénierie du savoir au service de la compétitivité : « la définition des modèles métiers, l'amélioration dynamique de la qualité, l'optimisation de la performance sont les bases mises en œuvre par les entreprises agiles. Il y a aujourd’hui suffisamment de cas réels d’entreprises agiles qui permettent de passer en revue les principaux éléments de cette nouvelle compétitivité fondée sur l’usage des technologies de l’information, l’intelligence économique et l’ingénierie du savoir, le développement des talents et de la culture d’entreprise. »
Dans une perspective entrepreneuriale, Jean-Loup Richet (Maître de Conférences à l'IAE de Paris - Sorbonne Business School) met en avant l'intérêt de l'agilité de l’organisation dans des contextes innovants et incertains (start-up, business unit en électron libre, ou encore filiale en rupture). L'avantage de cette approche est qu'elle permet une mise sur le marché d'un produit innovant de façon plus rapide et plus efficace : orientation 'besoin client', optimisation des coûts et du temps, pas de gaspillage, et finalement une meilleure performance financière par rapport à une méthode traditionnelle de développement de produit.
Pour Olivier Badot (Professeur à ESCP Europe) dans son livre Théorie de l’entreprise Agile : « les hommes et les femmes de l'entreprise agile sont, par leur connaissance intime des clients et de l'environnement, par leurs savoir-faire en permanence affûté, par leur imagination et par les initiatives qu'ils sont autorisés à prendre pour satisfaire de façon originale le client. Ils deviennent alors la principale source de différenciation et de performance commerciale de l'entreprise. La recherche d’agilité, pourra alors atteindre le niveau le plus élevé d’implication des ressources: l’intrapreunariat ».
Pour Olivier d’Herbemont, le management agile est un mode de management fondé sur le développement de la capacité de l’organisation managée à se focaliser sur la valeur produite. L’agilité vient de la capacité du manager à transmettre un désir de plus de valeur collective. « Il va falloir de nouveau agir collectivement de manière solidaire et altruiste » (Booster l’Intelligence collective, Armand Colin, 2012, p.339) 
Pour Jérôme Barrand (Institut d'agilité des organisations de Grenoble École de management), auteur de Le Manager agile, Dunod, 2006, prix Mutations et Travail 2007, l'agilité n'est surtout pas la simple flexibilité. L'agilité est la capacité à bouger (non pas simplement innover car de vieilles recettes peuvent redevenir pertinentes) en permanence, avec la bonne intensité, au bon moment, et de manière coordonnées tant en interne qu'en externe. L'agilité exige la mise en application de 8 principes tant au niveau stratégique, d’organisation, managérial, qu'individuel : l'anticipation des ruptures comme des conséquences de nos décisions, la « proopération » visant à travailler pour l'autre plus qu'avec l'autre, la "justinnovation" pour ne changer que ce qui doit l'être dans le seul but de réellement créer de la valeur, l'« effissens » (néologisme de Karim Benameur) pour signifier l'efficacité et l'efficience par le partage du sens, l'offre globale c'est-à-dire une offre de produit et de service mais aussi de l'image, de la prescription, de l'information et surtout de la relation, la réciprocité client pour exprimer que la notion de fournisseur s'efface en faveur d'une logique de troc d'offres globales entre des acteurs qui sont clients les uns pour les autres et réciproquement, la réduction de la complexité pour revenir à une complexité humaine pour chaque acteur du système pouvant ainsi porter totalement sa responsabilité, et enfin une culture agile du changement pour cesser de manager le changement, perte de temps et d'argent dans un environnement où le changement est omniprésent.
Pour Olivier Reaud, un expert en intelligence économique « l’agilité ne se décrète pas, elle se suscite de l’intérieur de l’organisation. Pour réussir cette transformation, il faut créer les conditions, susciter les opportunités, et faire se développer sur celles-ci des dynamiques d’intelligence collaborative. [...] Le comportement agile alors se pratique, se vit, se propage. Projet agile après projet agile, entité après entité, transversalité après transversalité, c’est progressivement toute l’organisation qui devient agile.»
Selon Jean-Pierre Vickoff, impliqué depuis 1989 dans l'évolution de l'agilité d’organisation : « L'agilité devrait devenir pour les sociétés avancées ce que le taylorisme a été à la révolution industrielle. Son émergence découle du plus vaste mouvement d'échanges dérégulés jamais initié : la mondialisation. Lors de cette révolution, les premières sociétés à s'assurer de la maîtrise opérationnelle du paradigme Agile gagneront la bataille des systèmes d'informations et, par là même, la guerre économique.»

### Faits
En 2005, EDS (Electronic Data Systems) a lancé un ambitieux programme Agile Enterprise Platform (1,2 milliard de dollars affectés sur trois ans). Le projet se décline sur deux axes majeurs : d'une part la standardisation et l'industrialisation des modes de fournitures des services (bonnes pratiques), et d’autre part la standardisation des plateformes techniques.
En 2007, Oracle (base de données) fait l'acquisition de Agile Software pour disposer de son offre de gestion intégrée du cycle de développement applicatif Agile’s Product Lifecycle Management Solutions.

## Organismes de référence
- L'Agile Alliance
- L'Agile Tour